# 一本松インターチェンジ (愛媛県)
一本松インターチェンジ（いっぽんまつインターチェンジ）は、愛媛県南宇和郡愛南町中川に建設が予定されている宿毛内海道路のインターチェンジ。
ここから御荘ICまでの間は四国横断自動車道で最後まで事業化されていなかったが、2024年に事業化された。

## 接続する道路
- 国道56号

## 隣
E56 宿毛内海道路（事業中）
宿毛新港IC - 一本松IC - 城辺IC